# Charles Pyrah
Charles Henry Pyrah (ur. 20 marca 1870 w Dewsbury, zm. 23 sierpnia 1925 Llanerch w stanie Pensylwania) – amerykański pływak, uczestnik igrzysk olimpijskich w Saint Louis w 1904.

## Występy na igrzyskach olimpijskich
Pyrah wystartował tylko raz na igrzyskach olimpijskich w 1904 r. Wziął udział w zmaganiach w skokach do wody na odległość. Zmagania skoczków miały miejsce 5 września 1904. Udział wzięło 5 zawodników (wszyscy byli Amerykanami). Pyrah z wynikiem 14,02 m zajął ostatnie – 5. miejsce.